# Spatangidae
Famille
Les Spatangidae forment une famille d'oursins irréguliers de l'ordre des Spatangoida.

## Caractéristiques
Le test (coquille) est en forme de cœur, du fait d'une dépression antérieure débouchant sur le péristome (bouche) ; le périprocte (anus) est à l'opposé, où le test forme une légère pointe. 
Le disque apical est ethmolytique. Les pétales ambulacraires sont fermés distalement, les antérieurs ayant moins de pores adapicalement. La plaque labrale est courte et large, ne dépassant pas la première plaque ambulacraire. 
Les plaques épisternales sont opposées par paires, légèrement fuselées. 
La fasciole subanale est typiquement développée. 
La face aborale comporte des tubercules primaires grossiers et clairsemés, supportant quelques longues radioles fines et courbes.
Cette famille est apparue à l'éocène et comporte encore de nombreuses espèces à l'heure actuelle.

## Liste des genres
| Selon World Register of Marine Species (18 novembre 2013) : ... - genre Granopatagus Lambert, 1915 -- genre vidé - genre Plethotaenia H.L. Clark, 1917 -- 2 espèces - genre Spatangus Gray, 1825 -- 14 espèces actuelles | Selon ITIS (3 octobre 2013) : - genre Nacospatangus Agassiz, 1873 - genre Spatangus Gray, 1825 |